# Lancia Aprilia Coloniale
La Lancia Aprilia Coloniale (o Lancia Aprilia Torpedo Coloniale) era un veicolo militare tattico leggero prodotto dalla casa automobilistica italiana Lancia dal 1941 al 1943.

## Storia
Al momento dell'entrata in guerra del Regno d'Italia, la motorizzazione del Regio Esercito era lungi dall'essere completata, con gravi carenze in tutti i settori. Tutte le maggiori case automobilistiche furono quindi coinvolte nella produzione di vetture, autocarri e motociclette. Anche la Lancia stipulò una serie di contratti con l'Ufficio Approvvigionamenti Autocarri e Ricambi dell'Esercito sia per autocarri, come il leggendario Lancia 3Ro, che per vetture tattiche come la Lancia Artena Militare ed appunto la Aprilia Coloniale. Per questa versione la Lancia approntò l'autotelaio mod. 639, carrozzato, come l'Artena Militare, dalla Carrozzeria Viotti di Torino. Il mezzo venne prodotto in 251 esemplari, che furono impiegati su tutti i fronti dal 1941 in poi, assegnati a generali ed ufficiali superiori. Dopo l'armistizio dell'8 settembre alcune vetture vennero requisite ed impiegate dalla Wehrmacht.

## Tecnica

Cruscotto ed interni. La tendina abbassata della rastrelliera permette di apprezzare la disposizione dei quattro Moschetti per Cavalleria Mod. 91.

La Aprilia Coloniale è una torpedo militare basata sull'autotelaio mod. 639 S (speciale). Questo deriva dall'autotelaio mod. 439 della Lancia Aprilia, rispetto al quale, oltre ad essere rialzato e rinforzato, ha un passo accorciato a 265 centimetri, ponte rigido sul retrotreno, un rapporto al ponte più corto e ruote di diametro maggiorato. Esso raggiunge in ordine di marcia 1.112 chilogrammo. La trazione è posteriore ed il cambio è a 4 rapporti più retromarcia. La motorizzazione è quella originale, basata sul quadricilindrico a V a benzina tipo 99 da 1486,50 cm³, erogante 46 CV a 4.000 giri al minuto.
La carrozzeria, realizzata dalla Viotti, è una torpedo a quattro porte e quattro posti con guida a destra. Essa, rustica e squadrata, ricorda quella della Fiat 508CM, dalla quale è distinguibile immediatamente per la calandra a 'V' e per la fila singola di prese d'aria sui lati del cofano motore. La ruota di scorta è posta sul baule mentre sui lati, così come sui parafanghi anteriori, sono fissate in totale quattro taniche per carburante e acqua. Sul parabrezza, dal lato del conducente, è presente un faro di ricerca. Gli interni sono più rifiniti rispetto alla concorrente Fiat, in pelle, e la strumentazione del cruscotto è la stessa della versione "lusso" 2ª serie; nel divisorio tra i posti anteriori e quelli posteriori è ricavata una rastrelliera chiusa da tendina per quattro Moschetti per Cavalleria Mod. 91.

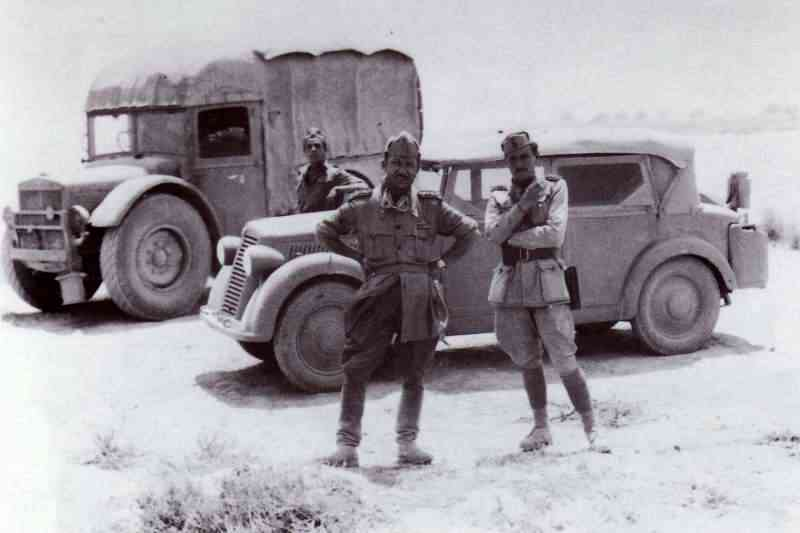
Una Aprilia Coloniale sul fronte del Nord Africa. In secondo piano un Autocarro Sahariano Fiat-SPA AS37.